# Grohar
Grohar je priimek v Sloveniji, ki ga je po podatkih Statističnega urada Republike Slovenije na dan 1. januarja 2010 uporabljalo 136 oseb in je med vsemi priimki po pogostosti uporabe uvrščen na 3.290. mesto.

## Znani nosilci priimka
- Ivan Grohar (1867—1911), slikar
- Janez Grohar (1782—1852), slikar in podobar
- Jure Grohar, arhitekt
- Sanja Grohar (*1984), manekenka, miss Slovenije 2005

## Etimologija
Priimek izvira iz Grache, tirolskega imena vasi Grahovo, izpričan je v Baški grapi od 1501.